# Chilehaus
La Chilehaus è un complesso edilizio di dieci piani sito ad Amburgo. Risale al 1922-23, fu progettato dall'architetto tedesco Fritz Höger, di cui è forse l'opera più nota, e costituisce un esempio di architettura espressionista, in particolare è un esempio caratteristico dell'espressionismo del mattone. Come parte del distretto di Kontorhaus, è stato iscritto come patrimonio dell'umanità dell'UNESCO nel 2015.

## Descrizione
L'edificio della Chilehaus è famoso per la sua sommità, che ricorda la prua di una nave, e per le facciate, che si incontrano ad angolo acuto all'angolo tra la Pumpen- e la Niedernstrasse. La vista migliore dell'edificio è quella da est. Grazie agli elementi verticali accentuati e ai piani superiori rientranti, nonché alla facciata curva sulla via Pumpen, l'edificio ha, nonostante le sue enormi dimensioni, un tocco di leggerezza.
L'edificio ha una struttura in cemento armato ed è stato costruito con l'utilizzo di 4,8 milioni di mattoni scuri. L'edificio è costruito su un terreno molto difficile, quindi per ottenere stabilità è stato necessario costruire su pilastri in cemento armato profonde 16 metri.
La vicinanza al fiume Elba ha reso necessaria una cantina appositamente sigillata e l'impianto di riscaldamento è stato costruito in un cassone che può galleggiare all'interno dell'edificio, in modo da evitare che l'impianto venga danneggiato in caso di inondazioni.
Gli elementi scultorei nelle scale e sulla facciata sono stati creati dallo scultore Richard Kuöhl.
L'edificio ha ospitato due serie di ascensori a paternoster prima di essere modernizzato nel 1991.

## Storia
L'edificio della Chilehaus fu progettato dall'architetto Fritz Höger e costruito tra il 1922 e il 1924. Fu commissionato dal magnate delle spedizioni Henry B. Sloman, che fece fortuna commerciando il salnitro del Cile, da cui il nome Chilehaus, che significa letteralmente "Casa del Cile". Il costo della costruzione è difficile da determinare, poiché la Casa del Cile fu costruita durante il periodo di iperinflazione che colpì la Germania nei primi anni Venti, ma si stima che sia stato superiore ai 10 milioni di marchi tedeschi. Attualmente è di proprietà della società immobiliare tedesca Union Investment Real Estate AG. La sede di Amburgo dell'Instituto Cervantes è una delle sedi in affitto.

## Galleria d'immagini

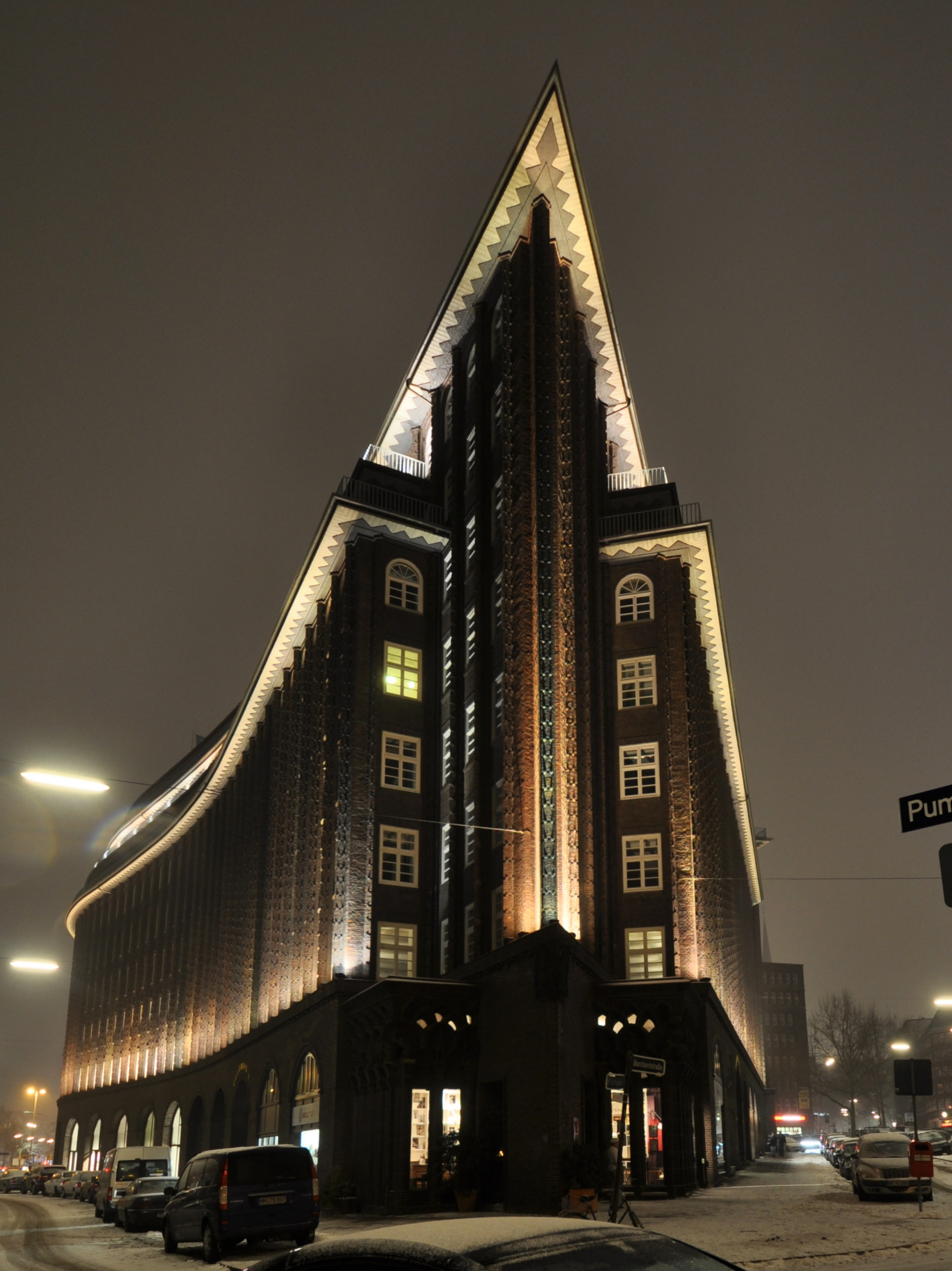
Chilehaus di notte
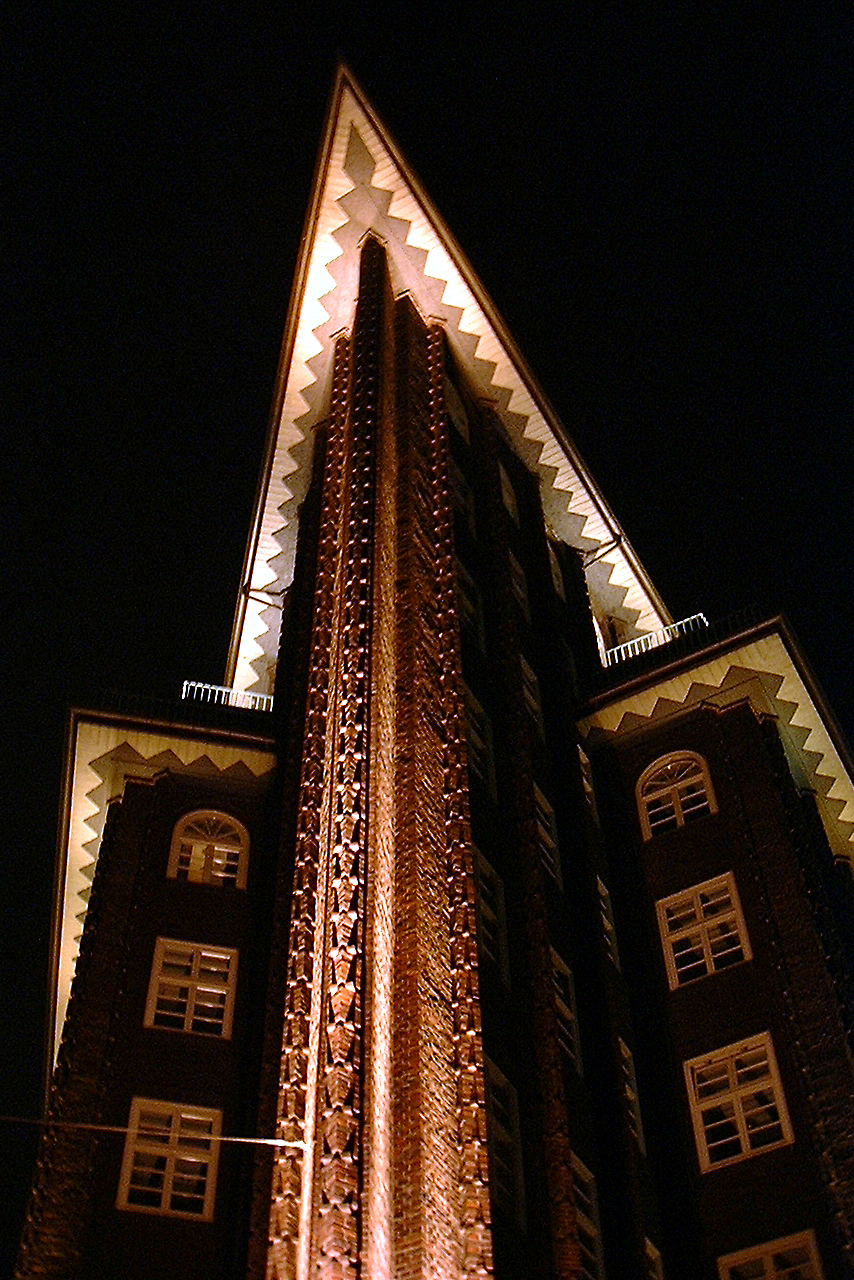
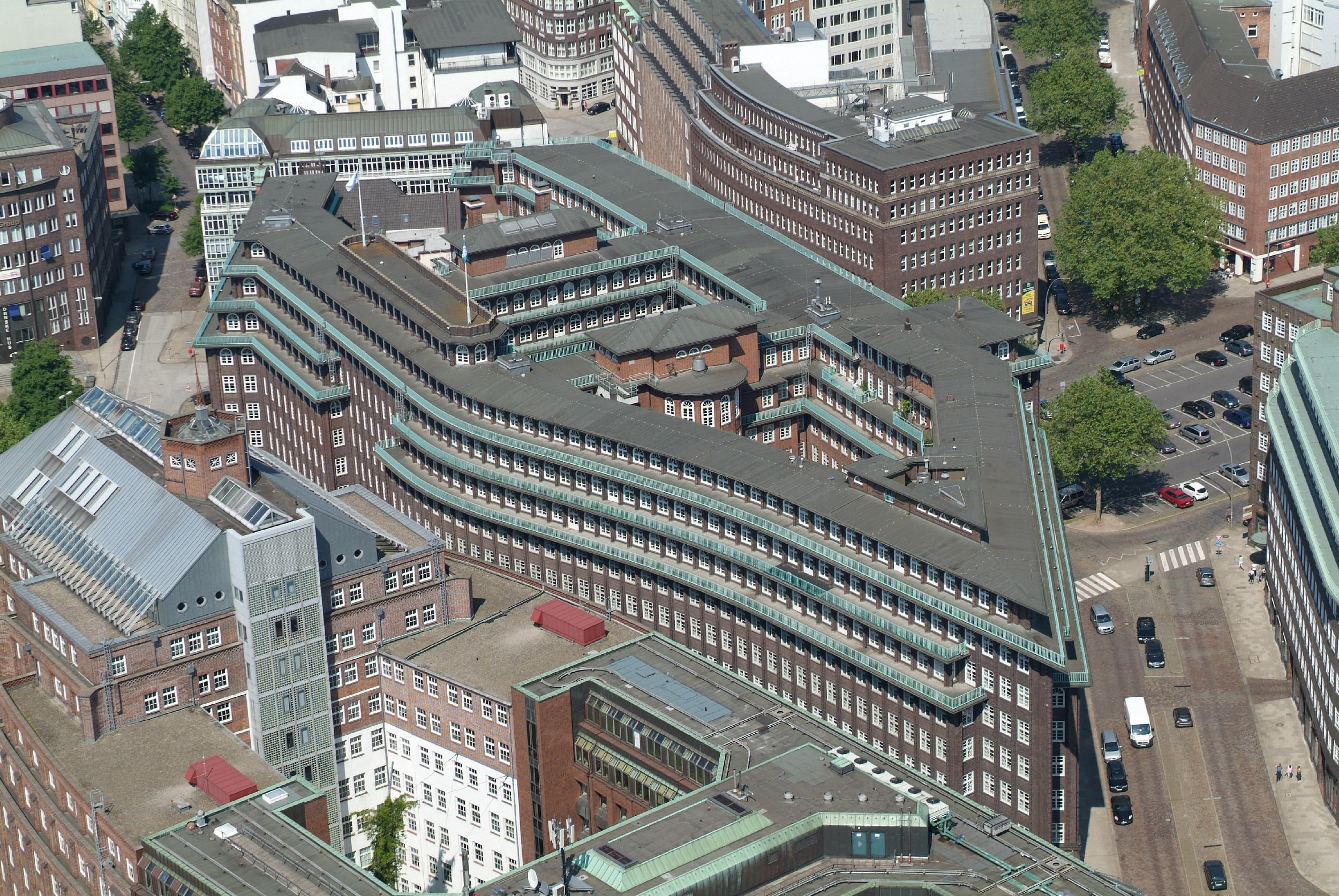
Veduta aerea Kontorhausviertel
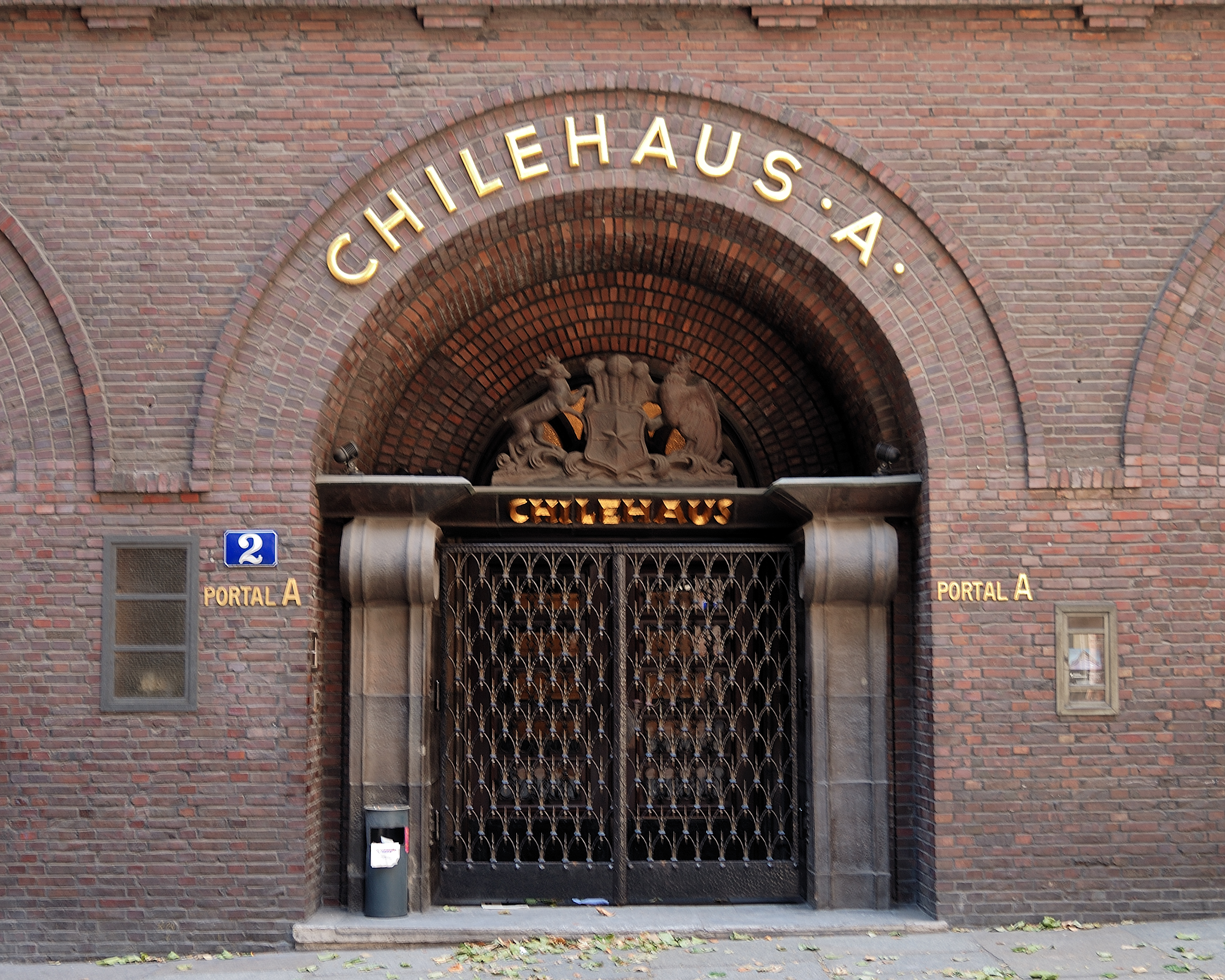
Ingresso A
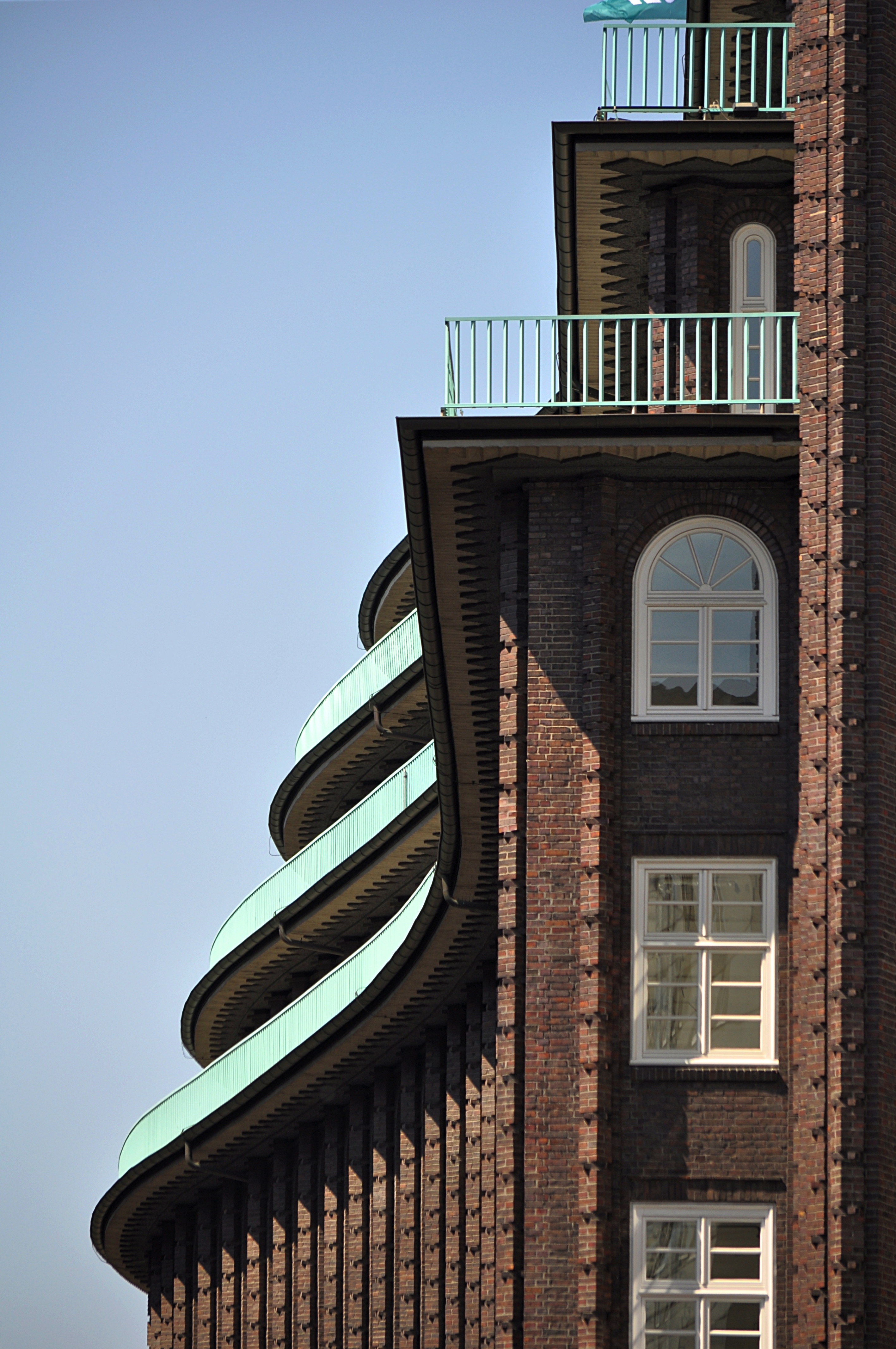
Dettagli della facciata
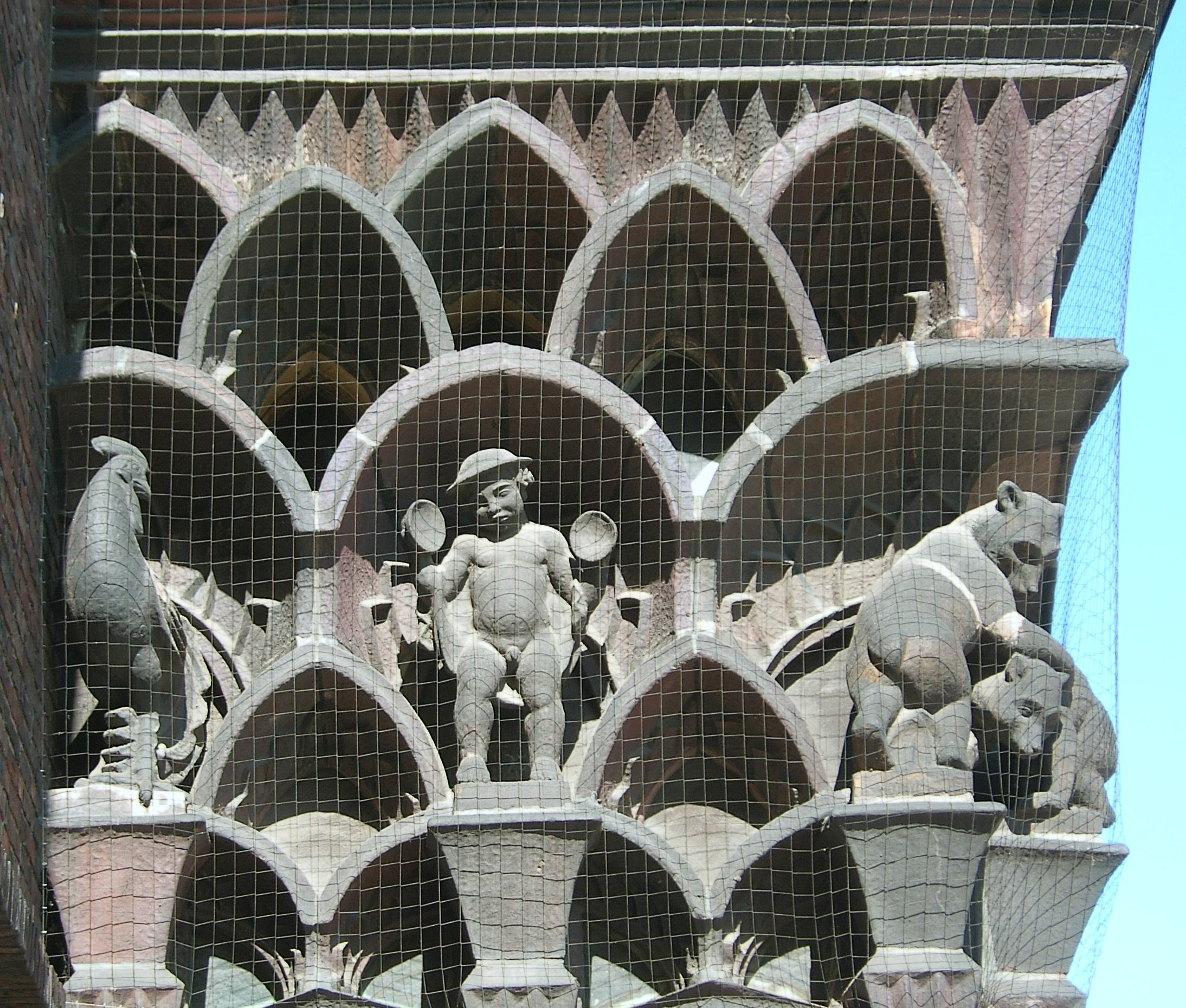
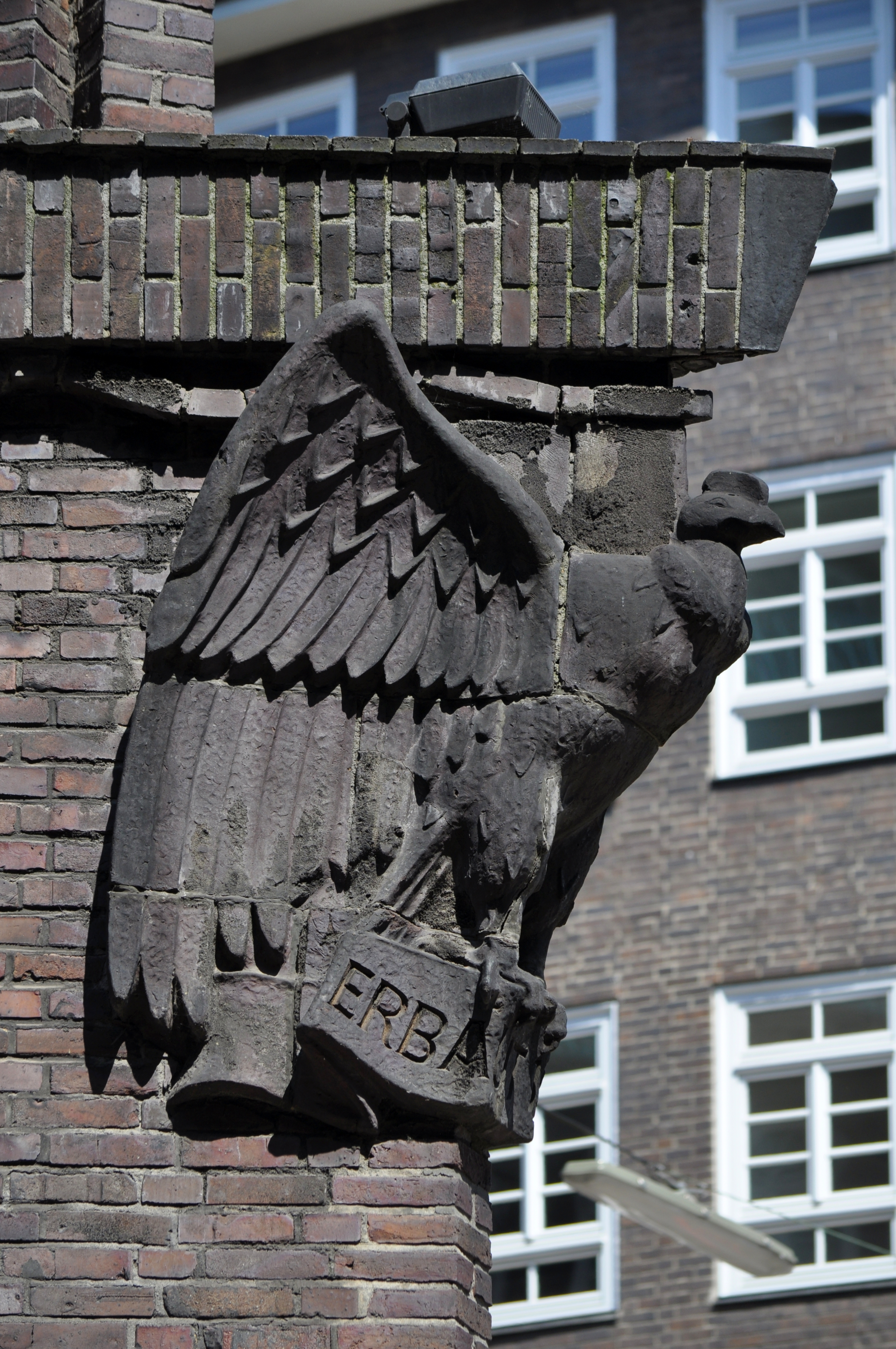
Un condor, uccello nazionale del Cile.
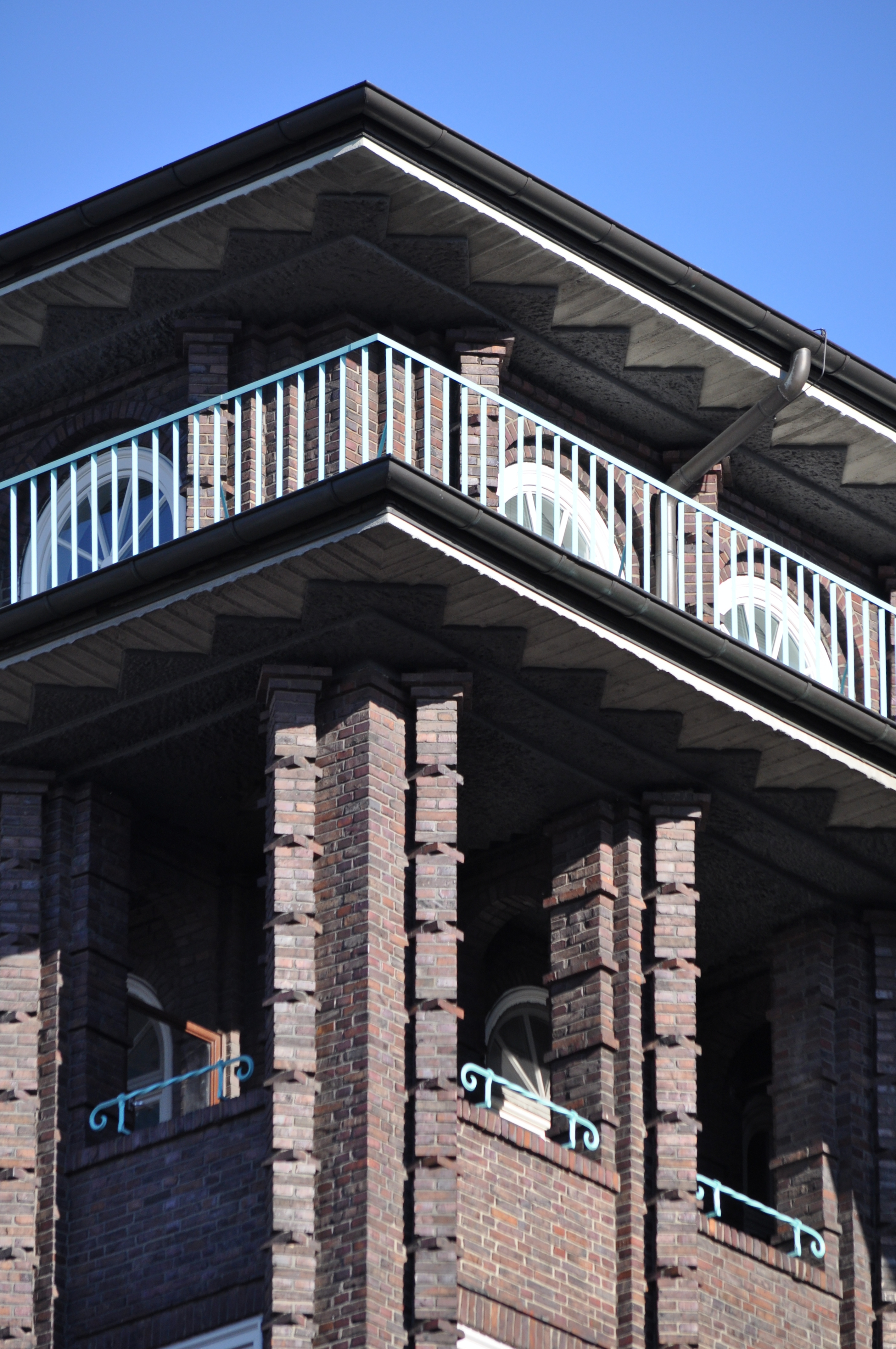
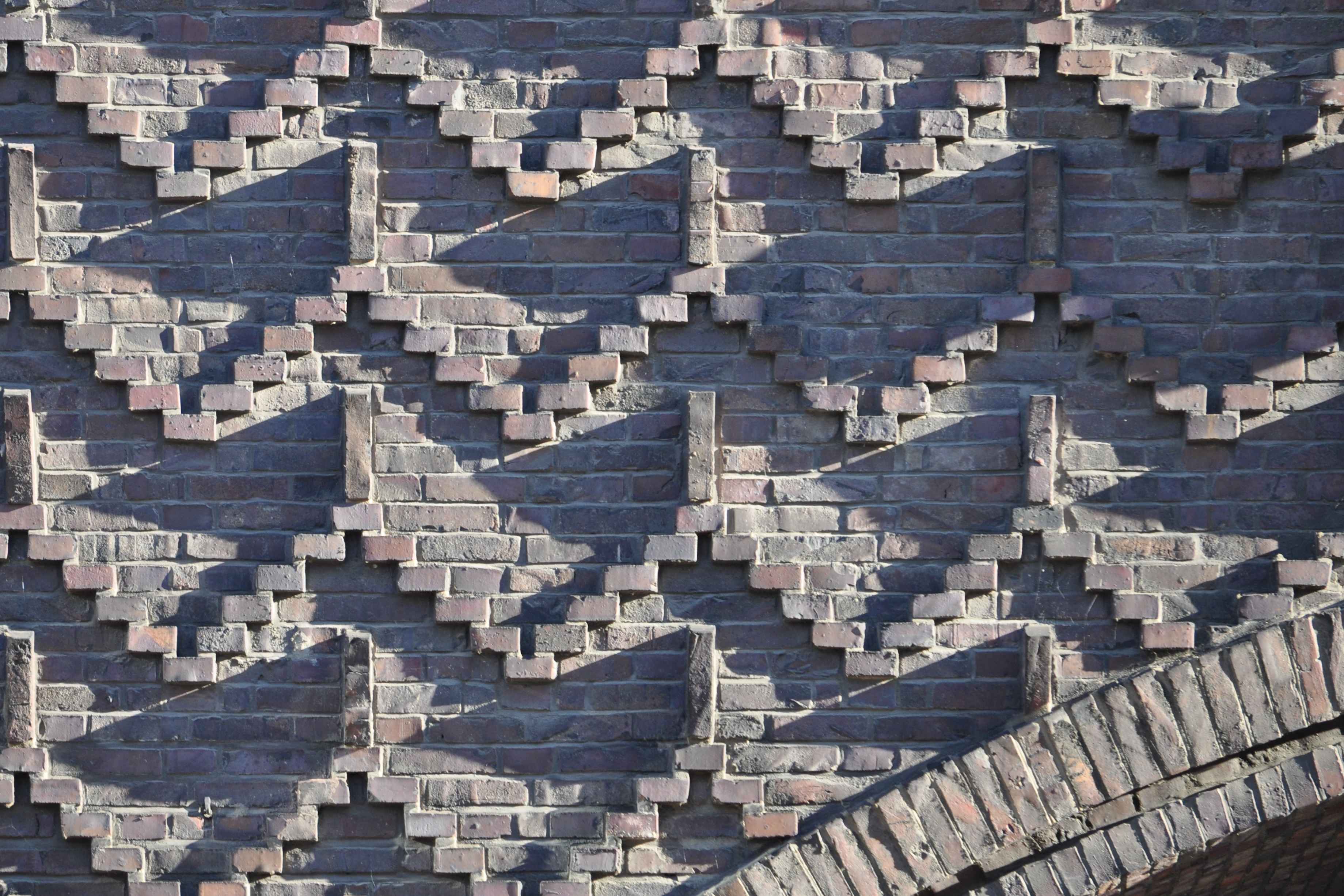
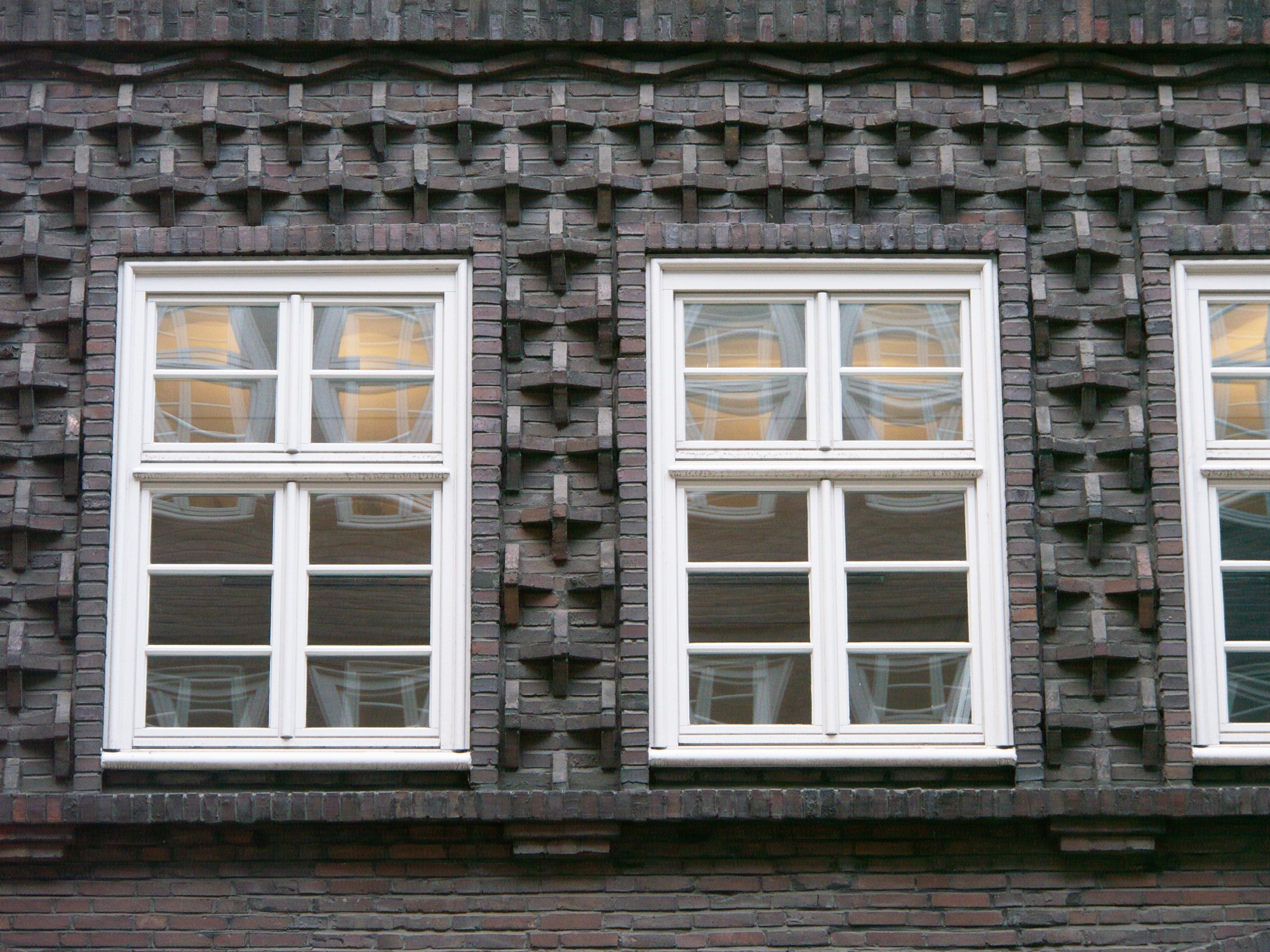
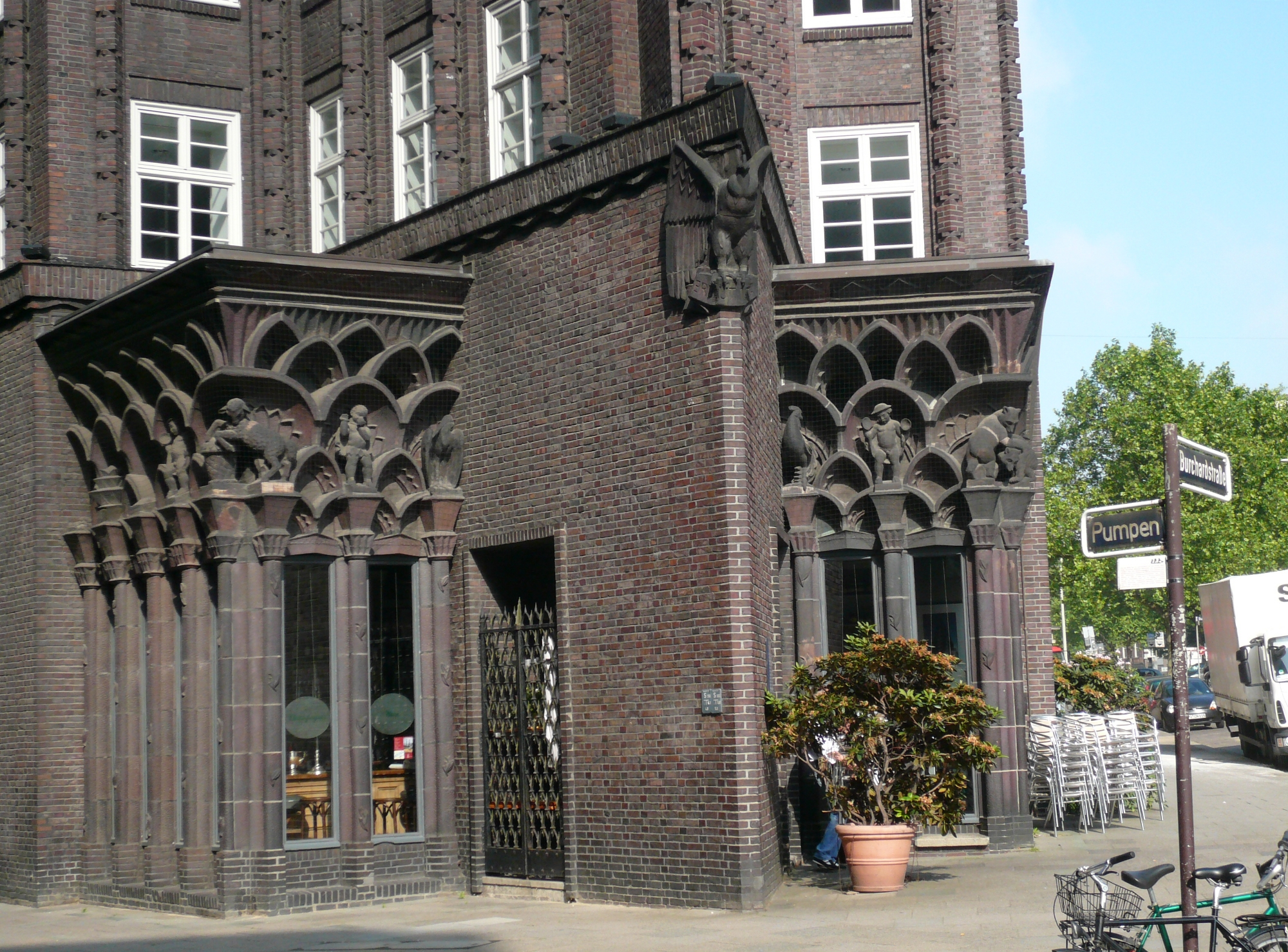
Decorazioni
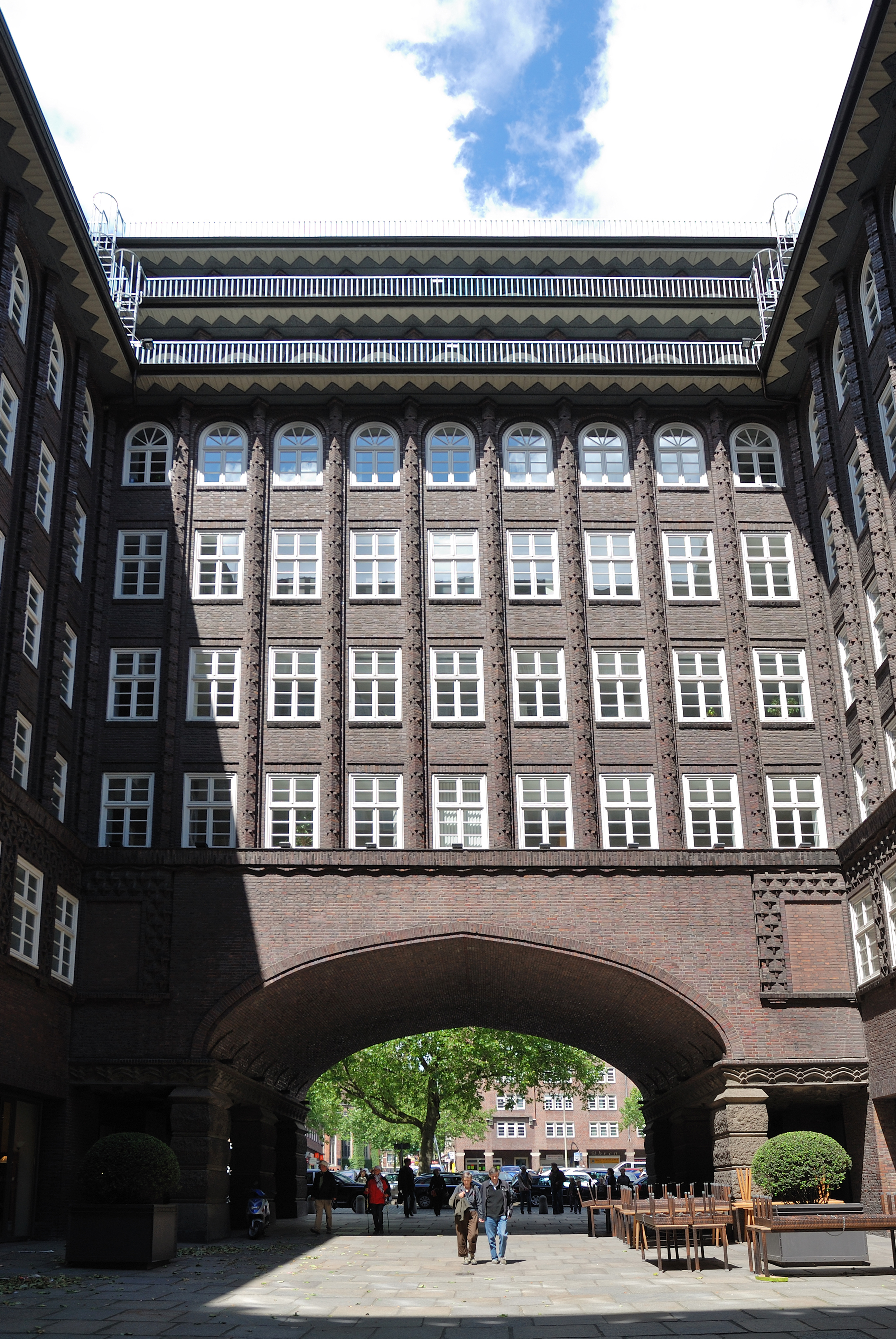
Corte interna